# Cotabato
Pour la province, voir Cotabato (province).
Cotabato, appelée officiellement ville de Cotabato, est une ville des Philippines, située sur l'île de Mindanao, dans la région autonome Bangsamoro où elle fait figure de capitale régionale. Enclavée dans la province de Maguindanao, elle était rattachée à la province de Cotabato et la région de Soccsksargen jusqu'en janvier 2019, date à laquelle elle a intégré la région autonome Bangsamoro.

## Barangays
Cotabato est divisée en 37 barangays.
| - Bagua - Kalanganan - Población - Rosary Heights - Tamontaka - Bagua I - Bagua II - Bagua III - Kalanganan I - Kalanganan II - Población I - Población II - Población III | - Población IV - Población V - Población VI - Población VII - Población VIII - Población IX - Rosary Heights I - Rosary Heights II - Rosary Heights III - Rosary Heights IV - Rosary Heights V - Rosary Heights VI - Rosary Heights VII | - Rosary Heights VIII - Rosary Heights IX - Rosary Heights X - Rosary Heights XI - Rosary Heights XII - Rosary Heights XIII - Tamontaka I - Tamontaka II - Tamontaka III - Tamontaka IV - Tamontaka V |

## Économie
Cotabato possède un aéroport (code AITA : CBO).

## Personnalités liées à la ville
- Mgr Orlando Quevedo, archevêque de Cotabato, cardinal

- Mona Sulaiman (1942-2017), sportive philippine, y est née.